# Stipa hieronymusii
Stipa hieronymusii là một loài thực vật có hoa trong họ Hòa thảo. Loài này được Pilg. miêu tả khoa học đầu tiên năm 1920.